# Ciclo diretto
In termodinamica, si parla di ciclo diretto in riferimento ad un ciclo termodinamico in grado di generare lavoro meccanico prelevando calore da una fonte di calore a temperatura elevata.
Dal secondo principio della termodinamica un simile ciclo ha bisogno di scaricare il calore, proveniente dalla sorgente ad alta temperatura, in un pozzo a bassa temperatura. Maggiore è la differenza tra queste due temperature, migliore è il rendimento del ciclo diretto. Per esempio, nella locomotiva a vapore e nave a vapore, la fonte di calore ad alta temperatura è rappresentata dalla caldaia, il lavoro meccanico è quello che fa girare le ruote mentre il pozzo freddo è il camino che scarica il vapore con ormai ridotta entalpia.